# The Dangerous Talent
The Dangerous Talent è un film muto del 1920 diretto da George L. Cox. Prodotto dalla American Film Company, aveva come interpreti Margarita Fisher, Harry Hilliard, Beatrice Van, Harvey Clark, George Periolat.
La sceneggiatura di Lois Zellner si basa su The Golden Gift, romanzo di Daniel F. Whitcomb.

## Trama

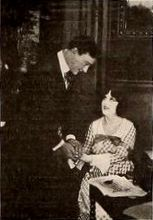
Harry Hilliard e Margarita Fisher

Leila Mead perde il suo lavoro di stenografa a causa della sua abilità nell'imitare la scrittura altrui. Per cercare di venire fuori dai suoi guai finanziaria, scrive una lettera - contraffatta - dove afferma di essere la figlia illegittima del milionario Gilbert Ellis. La sua trovata le assicura un lavoro come stenografa presso Ellis. Una volta a casa del milionario, vi incontra Mildred Shedd e Horton, il maggiordomo, e scopre che i due vogliono forzare la cassaforte e rapinarla. La notte del colpo, Bob Ames, un amico di Ellis, trovandosi lì per caso, viene ucciso da Horton che lo pugnala. Prima di spirare, Ames accusa Ellis di averlo ucciso ma Leila, sapendo come sono andate le cose, scrive una falsa confessione del vero assassino imitandone la grafia. Il trucco ha successo, i veri autori dell'omicidio vengono arrestati e lei sposa Ellis.

## Produzione
Al film, prodotto dalla American Film Company, venne dato il titolo di lavorazione The Golden Gift, che era il titolo del romanzo (o soggetto o lavoro teatrale, qui alcune fonti contrastano tra di loro) originale.

## Distribuzione
Il copyright del film, richiesto dalla American Film Co., Inc., fu registrato il 27 gennaio 1920 con il numero LP14673.

Distribuito dalla Pathé Exchange, il film uscì nelle sale statunitensi il 10 marzo 1920.
Non si conoscono copie ancora esistenti della pellicola che viene considerata presumibilmente perduta.